# Puppentheater Halle
Das Puppentheater Halle wurde 1954 unter dem Einfluss osteuropäischer Ensemblekunst in Halle (Saale) gegründet.

## Spielstätten
Das Puppentheater Halle hat zwei Bühnen, die für 99 bzw. 81 Zuschauer ausgelegt sind. Diese befinden sich in zwei ehemaligen Wohn- und Geschäftshäusern, die zu den Räumlichkeiten der Kulturinsel Halle gehören.

## Organisation
Von 1995 bis 2005 war Christoph Werner der künstlerische Leiter des Theaters. Dieser wurde mit der Spielzeit 2005/06 von Atif Hussein abgelöst. Seit 2011 ist Christoph Werner wieder in leitender Funktion, diesmal als künstlerischer Direktor, tätig. Im Jahr 2019 bestand das Ensemble aus 13 Schauspielerinnen und Schauspielern.  Von den jährlich 20.000 Zuschauerinnen und Zuschauern werden bis zu 5000 bei Tourneen im Ausland erreicht. Seit 2009 ist das Puppentheater Teil der Theater, Oper und Orchester GmbH Halle.

## Künstlerisches Profil
Das Puppentheater ist bekannt für seinen halleschen Stil, der dem Auftritt von Schauspielern und Puppen gleichermaßen Raum gibt.
Zum Profil gehören „[g]roße Koproduktionen mit den Wiener Festwochen, dem Schauspielhaus Köln, dem Staatstheater Stuttgart, der Volksbühne Berlin, dem Opernhaus Halle [...] wie auch kleine, weltweit erfolgreiche Inszenierungen wie beispielsweise Kannst Du pfeifen Johanna oder Die Werkstatt der Schmetterlinge.“ Das Puppentheater kooperierte auf lokaler Ebene mit den Franckeschen Stiftungen, der Nationalen Akademie der Wissenschaften Leopoldina, Kunstverein Talstraße und der Werkleitz-Gesellschaft.